# جون جيمس ونايت
جون جيمس ونايت (بالإنجليزية: John James Knight)‏ هو صحفي أسترالي، ولد في 7 يونيو 1863، وتوفي في 24 نوفمبر 1927 بسبب ذات الرئة.